# Boban Nikolov
Boban Nikolov (Macedonisch: Бобан Николов) (Štip, 28 juli 1994) is een Macedonisch voetballer die doorgaans uitkomt als middenvelder. In juli 2025 verliet hij Borac Banja Luka. Nikolov maakte in 2016 zijn debuut in het Macedonisch voetbalelftal.

## Clubcarrière
Nikolov speelde in de jeugd van Bregalnica Štip in zijn geboorteplaats, totdat hij in 2010 gescout werd door Viitorul Constanța, waar hij in de jeugdopleiding terechtkwam. Dat leidde uiteindelijk tot zijn debuut op 8 maart 2013. Op die dag verloor Viitorul met 4–1 op bezoek bij Gaz Metan. In deze wedstrijd mocht de middenvelder vier minuten voor het einde van de wedstrijd als invaller het veld betreden. Zijn eerste competitiedoelpunt volgde op 19 mei van datzelfde jaar, toen hij op bezoek bij Steaua Boekarest tekende voor de laatste treffer, waarmee hij de eindstand besliste op 2–5 in het voordeel van Viitorul.
De verbintenis van Nikolov liep bij Viitorul in 2015 af. Hierop verkaste hij naar Vardar Skopje, waar hij zijn handtekening zette onder een verbintenis voor de duur van drie seizoenen. Met die club werd de aanvaller in zijn eerste twee seizoenen direct landskampioen. In januari 2018 ging Nikolov spelen voor Videoton, dat circa honderdduizend euro voor hem betaalde.
Drie jaar na zijn komst naar Hongarije, vertrok hij naar Lecce, waar hij tekende tot het einde van het seizoen, met een optie op drie jaar extra. Die optie werd niet gelicht en Nikolov vertrok in de zomer. Hierna tekende hij voor één seizoen bij Sheriff Tiraspol. Na dat seizoen tekende hij voor een jaar bij FCSB, met een optie op twee jaar extra. Deze optie werd niet gelicht en medio 2023 vertrok Nikolov bij FCSB. Kisvárda haalde hem hierop terug naar Hongarije. Een jaar later nam Borac Banja Luka hem over.

## Clubstatistieken
| Seizoen | Club               | Competitie        | Competitie | Competitie | Beker | Beker | Internationaal | Internationaal | Totaal | Totaal |
| Seizoen | Club               | Competitie        | Wed.       | Dlp.       | Wed.  | Dlp.  | Wed.           | Dlp.           | Wed.   | Dlp.   |
| ------- | ------------------ | ----------------- | ---------- | ---------- | ----- | ----- | -------------- | -------------- | ------ | ------ |
| 2012/13 | Viitorul Constanța | Liga 1            | 5          | 1          | 0     | 0     | —              | —              | 5      | 1      |
| 2013/14 | Viitorul Constanța | Liga 1            | 18         | 0          | 2     | 0     | —              | —              | 20     | 0      |
| 2014/15 | Viitorul Constanța | Liga 1            | 15         | 1          | 1     | 0     | —              | —              | 16     | 1      |
| 2015/16 | Vardar Skopje      | Prva Liga         | 20         | 1          | 3     | 0     | 1              | 0              | 24     | 1      |
| 2016/17 | Vardar Skopje      | Prva Liga         | 34         | 7          | 3     | 2     | 1              | 0              | 38     | 9      |
| 2017/18 | Vardar Skopje      | Prva Liga         | 10         | 0          | 0     | 0     | 12             | 3              | 22     | 3      |
| 2017/18 | Videoton           | Nemzeti Bajnokság | 13         | 3          | 0     | 0     | —              | —              | 13     | 3      |
| 2018/19 | Videoton           | Nemzeti Bajnokság | 29         | 2          | 7     | 1     | 14             | 0              | 50     | 3      |
| 2019/20 | Videoton           | Nemzeti Bajnokság | 22         | 1          | 2     | 0     | 3              | 0              | 27     | 1      |
| 2020/21 | Videoton           | Nemzeti Bajnokság | 9          | 1          | 0     | 0     | 4              | 1              | 13     | 2      |
| 2020/21 | Lecce              | Serie B           | 15         | 0          | 0     | 0     | —              | —              | 15     | 0      |
| 2021/22 | Sheriff Tiraspol   | Divizia Națională | 14         | 3          | 1     | 0     | 7              | 1              | 22     | 4      |
| 2022/23 | FCSB               | Liga 1            | 11         | 0          | 2     | 0     | 0              | 0              | 13     | 0      |
| 2023/24 | Kisvárda           | Nemzeti Bajnokság | 22         | 1          | 3     | 1     | —              | —              | 25     | 2      |
| 2024/25 | Borac Banja Luka   | Premijer Liga     | 27         | 0          | 6     | 0     | 9              | 0              | 42     | 0      |
| Totaal  | Totaal             | Totaal            | 264        | 21         | 30    | 4     | 51             | 5              | 335    | 30     |

Bijgewerkt op 9 juli 2025.

## Interlandcarrière
Nikolov maakte in 2016 zijn debuut in het Macedonisch voetbalelftal. Op 29 mei van dat jaar werd in een oefenduel met 1–3 gewonnen van Azerbeidzjan. De middenvelder mocht van bondscoach Igor Angelovski in de eenendertigste minuut invallen voor Enis Bardi. De andere debutanten dit duel waren Besir Demiri (Shkëndija), Nikola Gjorgjev (Grasshoppers) en Dejan Peševski (Šport Podbrezová). Op 24 maart 2017 speelde hij zijn derde interland, toen hij in een kwalificatiewedstrijd voor het WK 2018 tegen Liechtenstein in de basis startte. In de drieënveertigste minuut tekende Nikolov voor het eerste doelpunt van het duel. Uiteindelijk zou Macedonië met 0–3 zegevieren door twee doelpunten van Ilija Nestorovski.
In mei 2021 werd Nikolov door bondscoach Igor Angelovski opgenomen in de selectie van Noord-Macedonië voor het uitgestelde EK 2020. Op het EK werd Noord-Macedonië uitgeschakeld in de groepsfase na nederlagen tegen Oostenrijk (3–1), Oekraïne (2–1) en Nederland (0–3). Nikolov speelde in alle drie wedstrijden mee.
| Interlands van Boban Nikolov voor Macedonië en Noord-Macedonië | Interlands van Boban Nikolov voor Macedonië en Noord-Macedonië | Interlands van Boban Nikolov voor Macedonië en Noord-Macedonië | Interlands van Boban Nikolov voor Macedonië en Noord-Macedonië | Interlands van Boban Nikolov voor Macedonië en Noord-Macedonië | Interlands van Boban Nikolov voor Macedonië en Noord-Macedonië |
| №                                                              | Datum                                                          | Wedstrijd                                                      | Uitslag                                                        | Competitie                                                     | Goals                                                          |
| Als speler bij Vardar Skopje                                   | Als speler bij Vardar Skopje                                   | Als speler bij Vardar Skopje                                   | Als speler bij Vardar Skopje                                   | Als speler bij Vardar Skopje                                   | Als speler bij Vardar Skopje                                   |
| -------------------------------------------------------------- | -------------------------------------------------------------- | -------------------------------------------------------------- | -------------------------------------------------------------- | -------------------------------------------------------------- | -------------------------------------------------------------- |
| 1                                                              | 29 maart 2016                                                  | Azerbeidzjan – Macedonië                                       | 1 – 3                                                          | Vriendschappelijk                                              |                                                                |
| 2                                                              | 2 juni 2016                                                    | Macedonië – Iran                                               | 1 – 3                                                          | Vriendschappelijk                                              |                                                                |
| 3                                                              | 24 maart 2017                                                  | Liechtenstein – Macedonië                                      | 0 – 3                                                          | WK 2018 kwalificatie                                           | 43'                                                            |
| 4                                                              | 2 september 2017                                               | Israël – Macedonië                                             | 0 – 1                                                          | WK 2018 kwalificatie                                           |                                                                |
| 5                                                              | 5 september 2017                                               | Macedonië – Albanië                                            | 1 – 1                                                          | WK 2018 kwalificatie                                           |                                                                |
| 6                                                              | 11 november 2017                                               | Macedonië – Noorwegen                                          | 2 – 0                                                          | Vriendschappelijk                                              |                                                                |
| Als speler bij Videoton                                        |                                                                |                                                                |                                                                |                                                                |                                                                |
| 7                                                              | 23 maart 2018                                                  | Finland – Macedonië                                            | 0 – 0                                                          | Vriendschappelijk                                              |                                                                |
| 8                                                              | 27 maart 2018                                                  | Azerbeidzjan – Macedonië                                       | 1 – 1                                                          | Vriendschappelijk                                              |                                                                |
| 9                                                              | 6 september 2018                                               | Gibraltar – Macedonië                                          | 0 – 2                                                          | Nations League 2018/19                                         |                                                                |
| 10                                                             | 9 september 2018                                               | Macedonië – Armenië                                            | 2 – 0                                                          | Nations League 2018/19                                         |                                                                |
| 11                                                             | 13 oktober 2018                                                | Macedonië – Liechtenstein                                      | 4 – 1                                                          | Nations League 2018/19                                         |                                                                |
| 12                                                             | 16 november 2018                                               | Liechtenstein – Macedonië                                      | 0 – 2                                                          | Nations League 2018/19                                         |                                                                |
| 13                                                             | 19 november 2018                                               | Macedonië – Gibraltar                                          | 4 – 0                                                          | Nations League 2018/19                                         |                                                                |
| 14                                                             | 21 maart 2019                                                  | Noord-Macedonië – Letland                                      | 3 – 1                                                          | EK 2020 kwalificatie                                           |                                                                |
| 15                                                             | 24 maart 2019                                                  | Slovenië – Noord-Macedonië                                     | 1 – 1                                                          | EK 2020 kwalificatie                                           |                                                                |
| 16                                                             | 7 juni 2019                                                    | Noord-Macedonië – Polen                                        | 0 – 1                                                          | EK 2020 kwalificatie                                           |                                                                |
| 17                                                             | 10 juni 2019                                                   | Noord-Macedonië – Oostenrijk                                   | 1 – 4                                                          | EK 2020 kwalificatie                                           |                                                                |
| 18                                                             | 5 september 2019                                               | Israël – Noord-Macedonië                                       | 1 – 1                                                          | EK 2020 kwalificatie                                           |                                                                |
| 19                                                             | 9 september 2019                                               | Letland – Noord-Macedonië                                      | 0 – 2                                                          | EK 2020 kwalificatie                                           |                                                                |
| 20                                                             | 10 oktober 2019                                                | Noord-Macedonië – Slovenië                                     | 2 – 1                                                          | EK 2020 kwalificatie                                           |                                                                |
| 21                                                             | 13 oktober 2019                                                | Polen – Noord-Macedonië                                        | 2 – 0                                                          | EK 2020 kwalificatie                                           |                                                                |
| 22                                                             | 19 november 2019                                               | Noord-Macedonië – Israël                                       | 1 – 0                                                          | EK 2020 kwalificatie                                           | 45+2'                                                          |
| 23                                                             | 5 september 2020                                               | Noord-Macedonië – Armenië                                      | 2 – 1                                                          | Nations League 2020/21                                         |                                                                |
| 24                                                             | 8 september 2020                                               | Georgië – Noord-Macedonië                                      | 1 – 1                                                          | Nations League 2020/21                                         |                                                                |
| 25                                                             | 8 oktober 2020                                                 | Noord-Macedonië – Kosovo                                       | 2 – 1                                                          | EK 2020 kwalificatie                                           |                                                                |
| 26                                                             | 11 oktober 2020                                                | Estland – Noord-Macedonië                                      | 3 – 3                                                          | Nations League 2020/21                                         |                                                                |
| 27                                                             | 14 oktober 2020                                                | Noord-Macedonië – Georgië                                      | 1 – 1                                                          | Nations League 2020/21                                         |                                                                |
| 28                                                             | 12 november 2020                                               | Georgië – Noord-Macedonië                                      | 0 – 1                                                          | EK 2020 kwalificatie                                           |                                                                |
| 29                                                             | 15 november 2020                                               | Noord-Macedonië – Estland                                      | 2 – 1                                                          | Nations League 2020/21                                         |                                                                |
| Als speler bij Lecce                                           |                                                                |                                                                |                                                                |                                                                |                                                                |
| 30                                                             | 25 maart 2021                                                  | Roemenië – Noord-Macedonië                                     | 3 – 2                                                          | WK 2022 kwalificatie                                           |                                                                |
| 31                                                             | 28 maart 2021                                                  | Noord-Macedonië – Liechtenstein                                | 5 – 0                                                          | WK 2022 kwalificatie                                           |                                                                |
| 32                                                             | 31 maart 2021                                                  | Duitsland – Noord-Macedonië                                    | 1 – 2                                                          | WK 2022 kwalificatie                                           |                                                                |
| 33                                                             | 1 juni 2021                                                    | Noord-Macedonië – Slovenië                                     | 1 – 1                                                          | Vriendschappelijk                                              |                                                                |
| 34                                                             | 4 juni 2021                                                    | Noord-Macedonië – Kazachstan                                   | 4 – 0                                                          | Vriendschappelijk                                              |                                                                |
| 35                                                             | 13 juni 2021                                                   | Oostenrijk – Noord-Macedonië                                   | 3 – 1                                                          | EK 2020                                                        |                                                                |
| 36                                                             | 17 juni 2021                                                   | Oekraïne – Noord-Macedonië                                     | 2 – 1                                                          | EK 2020                                                        |                                                                |
| 37                                                             | 21 juni 2021                                                   | Noord-Macedonië – Nederland                                    | 0 – 3                                                          | EK 2020                                                        |                                                                |
| 38                                                             | 8 september 2021                                               | Roemenië – Noord-Macedonië                                     | 3 – 2                                                          | WK 2022 kwalificatie                                           |                                                                |
| Als speler bij Sheriff Tiraspol                                |                                                                |                                                                |                                                                |                                                                |                                                                |
| 39                                                             | 8 oktober 2021                                                 | Liechtenstein – Noord-Macedonië                                | 0 – 4                                                          | WK 2022 kwalificatie                                           | 74'                                                            |
| 40                                                             | 11 oktober 2021                                                | Noord-Macedonië – Duitsland                                    | 0 – 4                                                          | WK 2022 kwalificatie                                           |                                                                |
| 41                                                             | 24 maart 2022                                                  | Italië – Noord-Macedonië                                       | 0 – 1                                                          | WK 2022 kwalificatie                                           |                                                                |
| 42                                                             | 29 maart 2022                                                  | Portugal – Noord-Macedonië                                     | 2 – 0                                                          | WK 2022 kwalificatie                                           |                                                                |
| 43                                                             | 2 juni 2022                                                    | Bulgarije – Noord-Macedonië                                    | 1 – 1                                                          | Nations League 2022/23                                         |                                                                |
| 44                                                             | 5 juni 2022                                                    | Gibraltar – Noord-Macedonië                                    | 0 – 2                                                          | Nations League 2022/23                                         | 84'                                                            |
| 45                                                             | 9 juni 2022                                                    | Noord-Macedonië – Georgië                                      | 0 – 3                                                          | Nations League 2022/23                                         |                                                                |
| 46                                                             | 12 juni 2022                                                   | Noord-Macedonië – Gibraltar                                    | 4 – 0                                                          | Nations League 2022/23                                         |                                                                |
| Als speler bij Vardar Skopje                                   |                                                                |                                                                |                                                                |                                                                |                                                                |
| 47                                                             | 17 november 2022                                               | Noord-Macedonië – Finland                                      | 1 – 1                                                          | Vriendschappelijk                                              |                                                                |
| 48                                                             | 20 november 2022                                               | Noord-Macedonië – Azerbeidzjan                                 | 1 – 3                                                          | Vriendschappelijk                                              |                                                                |

Bijgewerkt op 9 juli 2025.

## Erelijst
| Competitie        |               |                  |               |               |
| Competitie        | Aantal        | Jaren            |               |               |
| Vardar Skopje     | Vardar Skopje | Vardar Skopje    | Vardar Skopje | Vardar Skopje |
| ----------------- | ------------- | ---------------- | ------------- | ------------- |
| Prva Liga         | 2             | 2015/16, 2016/17 |               |               |
| Videoton          |               |                  |               |               |
| Nemzeti Bajnokság | 1             | 2017/18          |               |               |
| Magyar Kupa       | 1             | 2018/19          |               |               |
| Sheriff Tiraspol  |               |                  |               |               |
| Divizia Națională | 1             | 2021/22          |               |               |
| Cupa Moldovei     | 1             | 2021/22          |               |               |